# Naha, Mexiko
Naha är en ort i Mexiko.   Den ligger i kommunen Ocosingo och delstaten Chiapas, i den sydöstra delen av landet, 800 km öster om huvudstaden Mexico City. Naha ligger 869 meter över havet och antalet invånare är 198.
Terrängen runt Naha är kuperad. Runt Naha är det glesbefolkat, med 16 invånare per kvadratkilometer. Närmaste större samhälle är El Jardín, 5,2 km öster om Naha. I omgivningarna runt Naha växer i huvudsak städsegrön lövskog.